# Kladnica
Kladnica (Servisch cyrillisch Кладница) is een plaats in de Servische gemeente Sjenica. De plaats telt 362 inwoners (2002).